# Operazione Allied Harbour
L’Operazione Allied Harbour è il nome in codice dell'operazione NATO volta a fornire assistenza umanitaria in Albania ai profughi provenienti dal Kosovo e dal Montenegro. L'operazione è iniziata il 1º aprile 1999 ed è terminata il 31 agosto 1999 con il dispiegamento delle forze NATO in Kosovo per l'Operazione Allied Force.

## Composizione
La forza multinazionale a guida NATO era composta da militari di 25 paesi diversi e denominata Albanian Force o AFOR.
L'Italia fu posta al comando della missione e contribuì con la Brigata alpina "Taurinense", con unità del 1º Reggimento "San Marco" e con la Multinational Specialized Unit dell'Arma dei Carabinieri.